# Суецка криза
Суецка криза, позната и као Суецки рат или Рат 1956. (у арапском свету познат као Тространа агресија; остала имена су Суецко-синајски рат, Суецка кампања или Операција Мускетар), је био рат који се водио на територији Египта 1956. Водио се између Египта и удружених снага Израела, Уједињеног Краљевства и Француске, које су се удружиле у тајни савез против одлуке египатског лидера Насера да национализује Суецки канал. Европске су се снаге у том рату бориле из економских разлога, док је Израел хтео отворени канал за своје бродове и окончање упада арапских герилаца из Египта.

## Позадина
Суецки канал је отворен 1869, а био је финансиран од Француске и тадашње египатске владе. Године 1875, британска влада добија парцијалну контролу над каналом, а потпуну 1882. Канал је био стратешки важан за британске поморске везе са Истоком.
Стратешка важност канала потврђена је у оба светска рата. Током Другог светског рата, грчевито је брањен током северноафричке кампање.

### Стање на Блиском истоку
Након Првог арапско-израелског рата могућност склапања мира између Израела и најумеренијег арапског лидера, јорданског краља Абдулаха, неславно је пропала након што су краља Абдулаха у Јерусалиму 1950. убили палестински екстремисти. Рушење монархије у Египту 1952. означило је нову прекретницу у односу снага на Блиском истоку. Тако је раздобље политичких превирања у Египту, изазваних поразом 1948, кулминирало војним ударом којим је срушен краљ Фарук. Збивања у Египту с позорношћу су била праћена у Тел Авиву. Египатска војска се у рату 1948. показала најтежим израелским противником и највећом опасношћу, док је Египат био најчешћа полазна тачка за убацивање арапских командоса на израелску територију. Израел је забрињавао пораст арапског национализма, а чињеница је да је Египат имао низ набавки оружја из Источног блока, због чега је био на најбољем путу да се успостави као регионална велесила. Ради дискредитације Египта у очима Запада, Израелска обавештајна служба је почетком педесетих у Египту извела низ антиамеричких терористичких акција у облику подметања бомби. Након што је то откривено у јавности неколико година касније, цела операција је прозвана према тадашњем министру одбране који је наредио целу акцију "Афера Лавон". Но, везе између Египта и Запада нису пресекли израелски обавештајни агенти већ сам египатски председник Гамал Абдел Насер.
САД покушале су посредовати у сукобу између Египта и Израела, обећавајући издашну привредну помоћ обема земљама. У Египту су ту помоћ наменили изградњи Асуанске бране на реци Нил. Но, доласком Гамала Абдела Насера на чело војног режима у Каиру у априлу 1954. године Египат се почео приближавати Совјетском Савезу. Забринут због египатског кокетирања са Совјетским Савезом, амерички председник Ајзенхауер отказао је Каиру зајам за финансирање Асуанске бране. До кулминације заоштравања односа Египта са западним земљама дошло је у јулу 1956. године египатском национализацијом Суецког канала, која је оправдана потребом проналажења извора финансирања градње Асуанске бране.

### Припреме за рат
Октобра 1956. године на тајном су се састанку нашли премијери трију држава, чији су стратешки интереси у највећој мери били повређени Насеровом политиком - премијер Француске Моле, Уједињеног Краљевства Ентони Идн и Израела Давид Бен-Гурион. Велика Британија је одлучила заштитити угрожене интересе свог капитала у компанији која је управљала Суецким каналом те повратити свој изгубљени утицај на Блиском истоку. Француска је, уз мотиве сличне британским, рачунала на то да би рушењем Насера директно утицала и на слабљење египатске подршке тадашњим противфранцуским устанцима у Алжиру, Мароку и Тунису. Сасвим природно, за збивања у Египту био је заинтересован и Израел који је желео елиминисати најснажнију противничку војску и неутралисати базе палестинских федајина у појасу Газе. На састанку је постигнут договор о заједничкој војној акцији на Египат и о рушењу Насера, по сличном обрасцу којим је америчка ЦИА годину дана пре срушила националистичког иранског председника Мосадека, који је у Ирану покушао национализовати западне нафтне компаније. План назван Операција Телескоп предвиђао је напад Израела на подручје Синајског полуострва након чега ће се под изговором заштите страних бродова у каналу у сукоб умешати Велика Британија и Француска. Почетни израелски удар привући ће египатске снаге на Синајско полуострво, које је требало онда ваздушним десантима британских и француских јединица у подручју Суецког канала одсећи и уништити. Израел је у тајности мобилисао све моторизоване јединице којима је располагао и припремио се за изненадни напад.

## Инвазија
Израелски напад, којим је заповедао генерал Моше Дајан, почео је у поподневним сатима 29. октобра 1956.  ваздушним десантом на подручју стратешки важног кланца Митле на Синајском полуострву, који је имао важну улогу и у свим следећим израелско-арапским ратовима. Упоредо с падобранским десантом на подручје Синаја, улазе и израелске оклопне јединице. У складу с пре договореним, Велика Британија и Француска 30. октобра дипломатским путем траже повлачење египатских и израелских јединица из подручја Канала претећи војном интервенцијом. Египат је очекивано одбио ултиматум те следећи дан почињу британски и француски ваздушни напади на циљеве широм Египта. Ваздушни десанти британских трупа изведени су 5. новембра западно од Порт Саида на западној обали Суецког канала те француских падобранаца на подручју Порт Фуада на источној обали Канала, које у потпуности овладавају подручјем Суецког канала.
Англо-француски напад на Египат изазвао је оштру дипломатску реакцију Совјетског Савеза, а акција је наишла на неодобравање у Вашингтону, где је Ајзенхауерова администрација била бесна због предузимања напада без претходних консултација са Сједињеним Државама. Бела кућа је у том тренутку била усредсређена на ситуацију у Мађарској, где су совјетски тенкови срушили мађарски устанак, а Ајзенхауеру та криза није одговарала ни због предстојећих председничких избора. Након америчког притиска, Велика Британија и Француска биле су присиљене поштовати одлуку Уједињених народа о прекиду ватре. Британске и француске трупе повукле су се 22. децембра 1956. са Суецког канала, а израелска војска одлази са Синајског полуострва у марту 1957. године.

## Последице
Египатска војска је током кратког Суецког рата 1956. тешко страдала, ваздухопловство је готово уништено, а увелико је ослабљена и ратна морнарица. Суецки канал је био затворен до 1957, а Египат је 1962. надокнадио вредност национализоване имовине изворним власницима. Арапске земље су у знак протеста након Суецке кризе смањиле испоруке нафте Западу, стварајући мали нафтни удар и благи наговештај велике нафтне кризе која ће се догодити након рата 1973. године. Упркос чињеници да је с војне стране операција била успешна, за Уједињено Краљевство и Француску је на политичком и дипломатском нивоу била потпуни фијаско и довела је до великих потреса на домаћим политичким сценама.
Парадоксално, победницима Суецког рата могу се сматрати Израел и Египат. Израел је доласком снага УН-а на Синај и свођењем Египта на ниво трећеразредне војне силе остварио свој првобитни циљ, да осигура своје јужне границе за готово целу следећу деценију. Израел је такође стекао право проласка бродова кроз Тиренски мореуз, а војна сарадња Тел Авива с Француском у идућим се годинама одразила и на пољу војне индустрије, која је уз остало резултовала и изградњом нуклеарног реактора у Димони у Израелу. Рат 1956. године је за Израел био успешан тест властитих оружаних снага које ће идућих деценија играти велику улогу у одржању Израела. С друге стране, Египат је упркос војном поразу задржао надзор над Суецким каналом, а још је важнији дипломатски престиж који је себи Египат обезбедио. Насер је политички ојачао у властитој земљи те се наметнуо као свеарапски лидер. Највећи део тог утицаја искористио је за стварање противизраелске коалиције.
Египатски председник Насер вешто је искористио политички престиж стечен након Суецке кризе, те је педесетих година XX века фигурирао као неслужбени лидер арапског света. Насеров панарабизам је 1958. године конкретизован уједињењем Египта и Сирије у заједничку државу названу Уједињена Арапска Република. Ту Насеров пројект није стао, већ се УАР повезала с Јеменом у конфедерацију амбициозно прозвану Сједињене Арапске Државе. Као противтежа социјалистичкој Уједињеној Арапској Републици, марта 1958. две су прозападне арапске монархије Јордан и Ирак ушле у федерацију названу Арапска федерација. Но, већ у јулу 1958. на подстицај из УАР-а срушена је ирачка монархија а ирачки краљ Фејсал II је у државном удару убијен, чиме је пропао пројект Арапске федерације. Ни Уједињена Арапска Република није била дугог века - сиријски је ентузијазам брзо спласнуо након што је постало јасно да заједничком државом доминира Каиро, док су се Ирак, након рушења монархије, и Судан одбили придружити УАР-у. Пројект Уједињене Арапске Републике неславно је распуштен 1961. након војног удара у Сирији.